# Cryptocentrus cebuanus
 Cryptocentrus cebuanus és una espècie de peix de la família dels gòbids i de l'ordre dels cipriniformes que es troba a les Filipines.